# The Man (argot américain)
 (mai 2019).
Si vous disposez d'ouvrages ou d'articles de référence ou si vous connaissez des sites web de qualité traitant du thème abordé ici, merci de compléter l'article en donnant les références utiles à sa vérifiabilité et en les liant à la section « Notes et références ».
Pour les articles homonymes, voir The Man.
The Man est une expression d'argot américain qui peut désigner le gouvernement ou une autre autorité en position de pouvoir. En plus de cette connotation péjorative, elle peut aussi marquer respect et louange.
L'expression the Man is keeping me down est couramment utilisée pour décrire l'oppression. L'expression stick it to the Man encourage la résistance à l'autorité et signifie essentiellement « riposter » ou « résister », soit passivement, ouvertement ou par sabotage.

## Histoire
En tant qu’expression signifiant the boss (le patron), elle date au moins de 1918.
Dans le sud des États-Unis, cette phrase a été appliquée à tout homme ou à tout groupe en position d'autorité, ou à l'autorité dans l'abstrait. À partir des années 50 environ, l'expression était également un mot de code de la pègre, qui désignait la police, le gardien de prison ou d'autres autorités répressives ou pénales.
L’utilisation de ce terme a été étendue aux groupes de contre-culture et à leurs luttes contre l’autorité, tels que les Hippies, qui, selon un article du US News and World Report du 19 mai 1969, avait pour « objectif avoué ... de détruire Man, leur terme pour le système de gouvernement actuel ». Le terme finit par trouver un usage humoristique, comme dans une publicité de décembre 1979 pour le motard dans le magazine Easyriders, intitulée Résidents de la Californie : ajoutez une taxe de vente de 6 % à The Man.
De nos jours, cette phrase a été popularisée dans les publicités et le cinéma. Cela a été particulièrement mis en avant comme motif récurrent dans le film School of Rock de 2003. Le film Undercover Brother a comme élément de l'intrigue une organisation fictive dirigée par « The Man », un homme en charge d'opprimer les Afro-Américains.

### Utilisé comme un éloge
Le terme a également été utilisé comme une approbation ou une forme de louange. Cela peut faire référence au statut du destinataire en tant que dirigeant ou autorité dans un contexte particulier, ou peut être supposé être une forme abrégée d'une phrase telle que « Il est l'homme (qui est en charge) ».
Dans un usage plus moderne, il peut s’agir d’un compliment superlatif (« you da man! ») indiquant que le sujet se démarque parmi ses pairs, même s’ils n’ont pas de désignation ni de rang spécial, comme un joueur de basket-ball qui fait mieux que les autres joueurs sur le terrain. Il peut également être utilisé comme un véritable compliment avec un ton implicite, légèrement exagéré ou sarcastique, indiquant généralement que la personne a vraiment impressionné le locuteur, mais en faisant quelque chose de relativement trivial.